# Pierre-Sylvain Régis

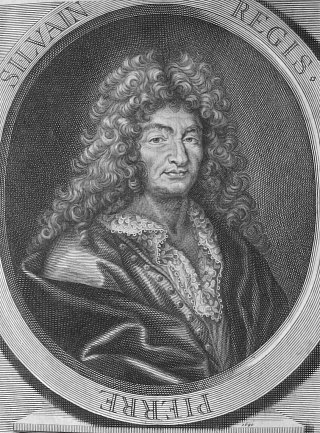
Pierre-Sylvain Régis

Pierre-Sylvain Régis (* 1632 in La Sauvetat, Weiler von Blanquefort-sur-Briolance bei Agen; † 1707 in Paris) war ein französischer Philosoph und Anhänger des Cartesianismus. In seinem Hauptwerk gab er die erste systematische Darstellung der Descarteschen Philosophie.

## Leben
Régis besuchte die Schule der Jesuiten in Cahors und studierte dann Theologie in Paris. Er besuchte in Paris die Vorlesungen von Jacques Rohault und wurde durch diesen (und als Schüler von Robert Degabets) Anhänger von René Descartes. Er lehrte dessen Philosophie mit großem Erfolg in Toulouse, wohin ihn Rohault 1665 zu diesem Zweck schickte, in Aigues-Mortes (wo er John Locke traf), Montpellier (1671) und kehrte 1680 nach Paris zurück. Dort wurde die Lehre von Descartes zu dieser Zeit allerdings vom Erzbischof von Paris untersagt wegen der daraus sich ergebenden Dispute. Das verzögerte die Publikation seines Hauptwerks um zehn Jahre bis 1690.
Innerhalb des Cartesianismus war er ein Gegner von Nicolas Malebranche, entwickelte die Descartesche Philosophie mehr in Richtung Empirismus. Neben seinem 1690 erschienenen Hauptwerk (in der dem sich auch wesentliche Abweichungen von der ursprünglichen Lehre Descartes finden) veröffentlichte er in den beiden folgenden Jahren Antworten auf Kritik von Jean Duhamel (Professor an der Sorbonne) und Pierre Daniel Huet. Er war auch in einen Disput mit Gottfried Wilhelm Leibniz verwickelt und war auch ein prominenter Kritiker von Baruch de Spinoza. Schon zuvor hatte ihn der Malebranche Schüler Henri Lelevel des Spinozismus beschuldigt, was Régis zurückwies.
1699 wurde er Mitglied der Académie des sciences.

## Schriften
- Système de philosophie, contenant la logique, la métaphysique, la physique et la moral, 4 Bände, Lyon 1690, 2. Auflage als Cours entier de philosophie ou Système général selon les principles de Descartes, contenant la logique, la métaphysique, la physique et la morale, 3 Bände, Amsterdam 1691, Reprint New York: Johnson 1970
- Réponse au livre quie a pour titre P. Danielis Huetii Censura philosophiæ Cartesianæ, Paris 1691
- Répose aux reflexions critique de M. Duhamel sur le système cartésian de M. Régis, Paris 1692
- Première Replique a Malebranche, Paris 1694 (und zweite, dritte Replik)
- Réflexions sur Leibniz und Réflexions .. pour réplique, Journal des Savants, 1697
- Usage de la raison et de la foi, ou l'accord de la raison et de la foi, Paris 1704, Neuausgabe, Herausgeber J. M. Armogathe, Paris: Fayard 1996
  - im Anhang Réfutation de l'opinion de Spinoza, touchant l'existence et la nature de Dieu
- Discursus philosophicus in quo historia philosophiae antiquae et recentioris recensetur, 1705